# Gemeenschappelijke markt
Een gemeenschappelijke markt is een interne markt die tot stand is gekomen door de samenvoeging van meerdere nationale markten. De interne regels zijn voor alle oorspronkelijke markten hetzelfde. Stimulering of verboden van overheden die de markt verstoren zijn niet toegestaan, waardoor regeringen gemeenschappelijk algemene en sectorpolitiek moeten voeren. Er is sprake van economische integratie en een gemeenschappelijke buitengrens, zonder economische binnengrenzen. Een gemeenschappelijke markt gaat verder dan een douane-unie, maar minder vergaand dan een muntunie.

## Voorbeelden
- De Europese interne markt (Europese Unie) kwam tot stand met de sluiting van het Verdrag van Maastricht van 1992, waar het in artikel 3 is geregeld.[2]
- De Caricom Interne Markt en Economie (Caribische Gemeenschap) werd overeengekomen tijdens de 10e conferentie van regeringshoofden in juli 1989.[3] Het is een ontwikkelingsstrategie dat zich in fasen moet ontwikkelen.